# Eagle Air (Sierra Leona)
Eagle Air es una aerolínea de Sierra Leona con base en el Aeropuerto Internacional de Conakri en Guinea. Efectúa vuelos regulares y charter dentro de Sierra Leona. Además los aviones de diecisiete plazas pueden efectuar vuelos chárter de Sierra Leona a Monrovia, Conakri, Banjul y Dakar. 

## Destinos

### Domésticos
Dentro de Sierra Leona viaja a Freetown, Bo, Kenema, Yengema, Kabala y otras ciudades.

### Internacionales
Viaja a la ciudad de Monrovia, capital de Liberia, a la de Conakri, en Guinea, la de Dakar, en Senegal y la de Banjul, en Gambia.